# Benoitia rhodesiae
Benoitia rhodesiae är en spindelart som först beskrevs av Pocock 1901.  Benoitia rhodesiae ingår i släktet Benoitia och familjen trattspindlar. Inga underarter finns listade.